# Laoag
Laoag – miasto na Filipinach, na północno-zachodnim wybrzeżu wyspy Luzon, w pobliżu ujścia rzeki Laoag do Morza Południowochińskiego, ośrodek administracyjny prowincji Ilocos Norte. Około 94,4 tys. mieszkańców.